# Музей боевой славы (Ярославль)
Ярославский Музей Боевой Славы — музей в городе Ярославле, посвящённый военным и трудовым подвигам жителей города во время Великой Отечественной войны . Изначально был музеем 234-й стрелковой дивизии (234-й Ломоносовско-Пражской орденов Суворова и Богдана Хмельницкого стрелковой дивизии, также известной как Ярославская дивизия народного ополчения и Ярославская коммунистическая дивизия).

## Описание
Музей боевой славы был открыт 16 октября 1981 года к сорокалетию формирования ярославской 234-й дивизии. Музей является филиалом Ярославского историко-архитектурного и художественного музея-заповедника.
В музее до 2005 года работала выставка «России ратный труд». Экспозиция выставки охватывает период с XIII по XX века и рассказывает о боевой доблести, славе, ратном подвиге ярославцев в самые трудные для России отрезки истории: монголо-татарское нашествие, польско-литовская интервенция, Отечественная война 1812 года, Первая и Вторая мировые войны.
В 2005 году, к празднованию 60-летия победы в Великой Отечественной войне, в музее была открыта выставка «Победители!».
От дороги к музею ведёт открытая в 2005 году Аллея полководцев. С другой стороны улицы расположено Воинское мемориальное кладбище.

## Перспективы расширения

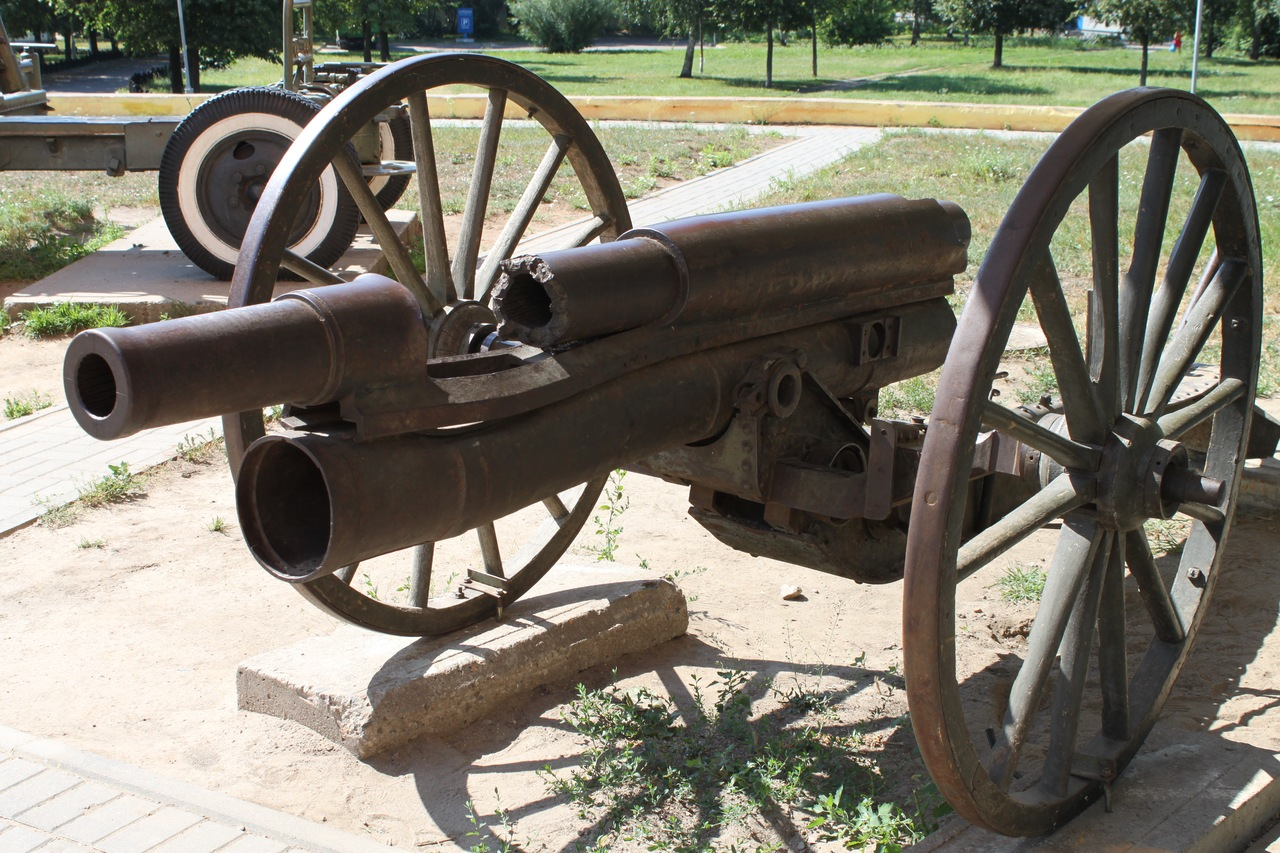
Экспонат музея: 76-мм пушка обр. 1902 г., участвовавшая в обстреле Ярославля во время подавления восстания в июле 1918 г.

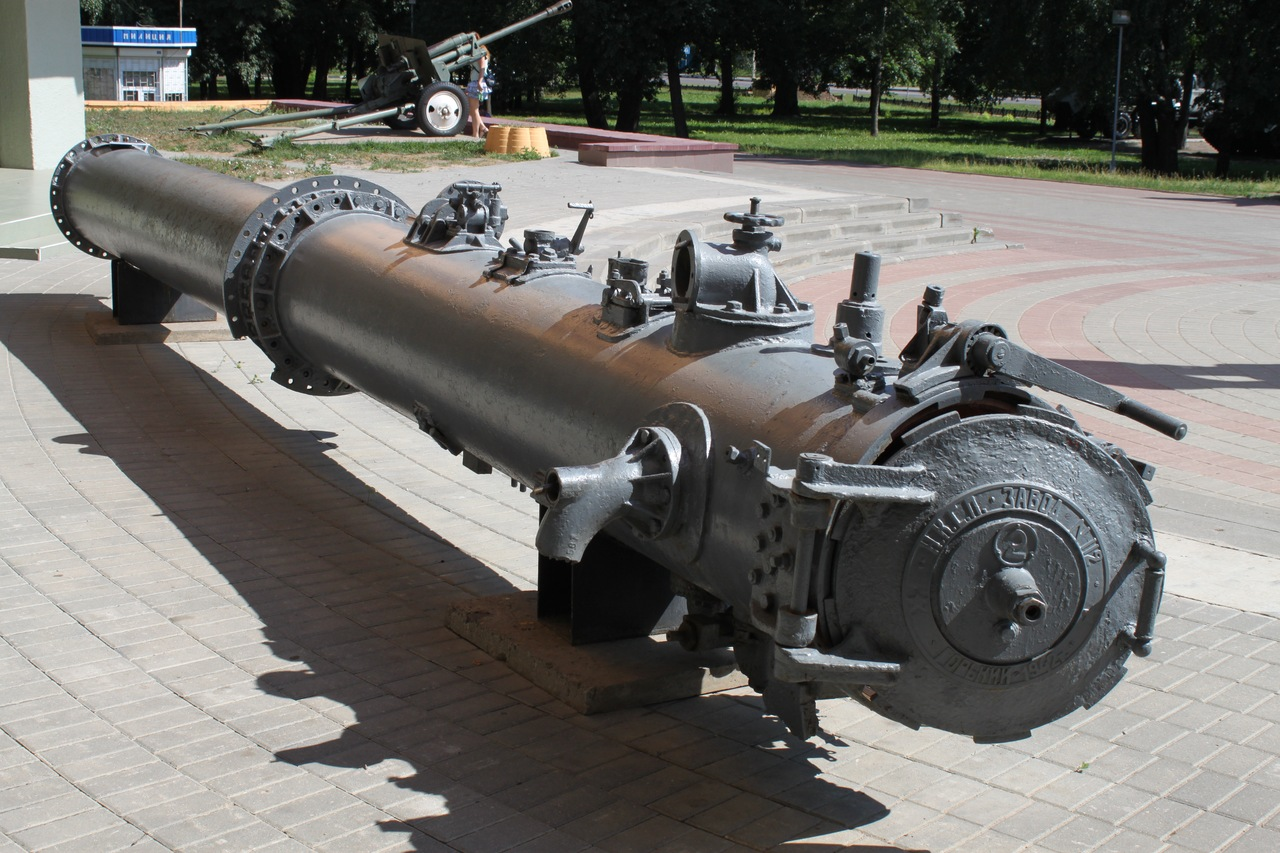
Экспонат музея: торпедный аппарат подлодки М-104 «Ярославский комсомолец»

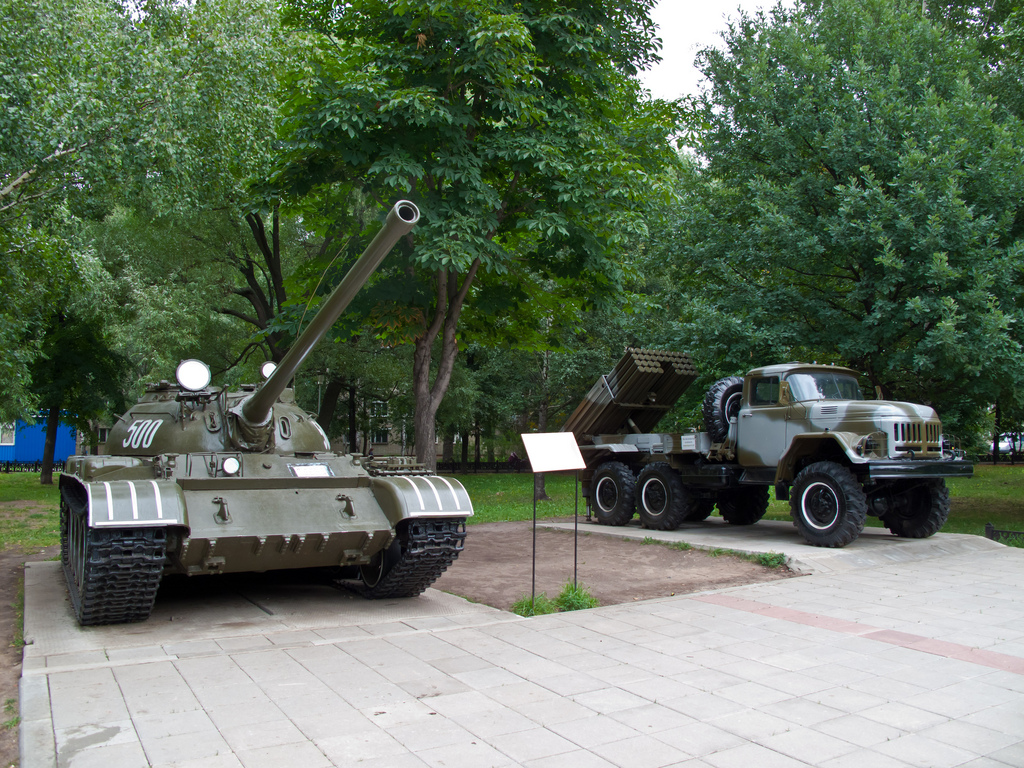
Танк Т-54 и установка «Град-1»

22 октября 2005 года у здания музея были размещены ракетные комплексы С-75 и С-200, ставшие дополнением к парку военной техники.
В конце 2009 года было объявлено о планируемом строительстве нового здания музея площадью 2000 м².
В 2011 году коллекцию военной техники пополнили танк Т-64 и установка «Град-1».
В 2013 году музей в четырнадцатый раз участвовал в Международном фестивале музеев «Интермузей».
В 2020 году готовится к открытию новая экспозиция музея к 75-летию победы в Великой Отечественной войне.